# دیالکتیک طبیعت

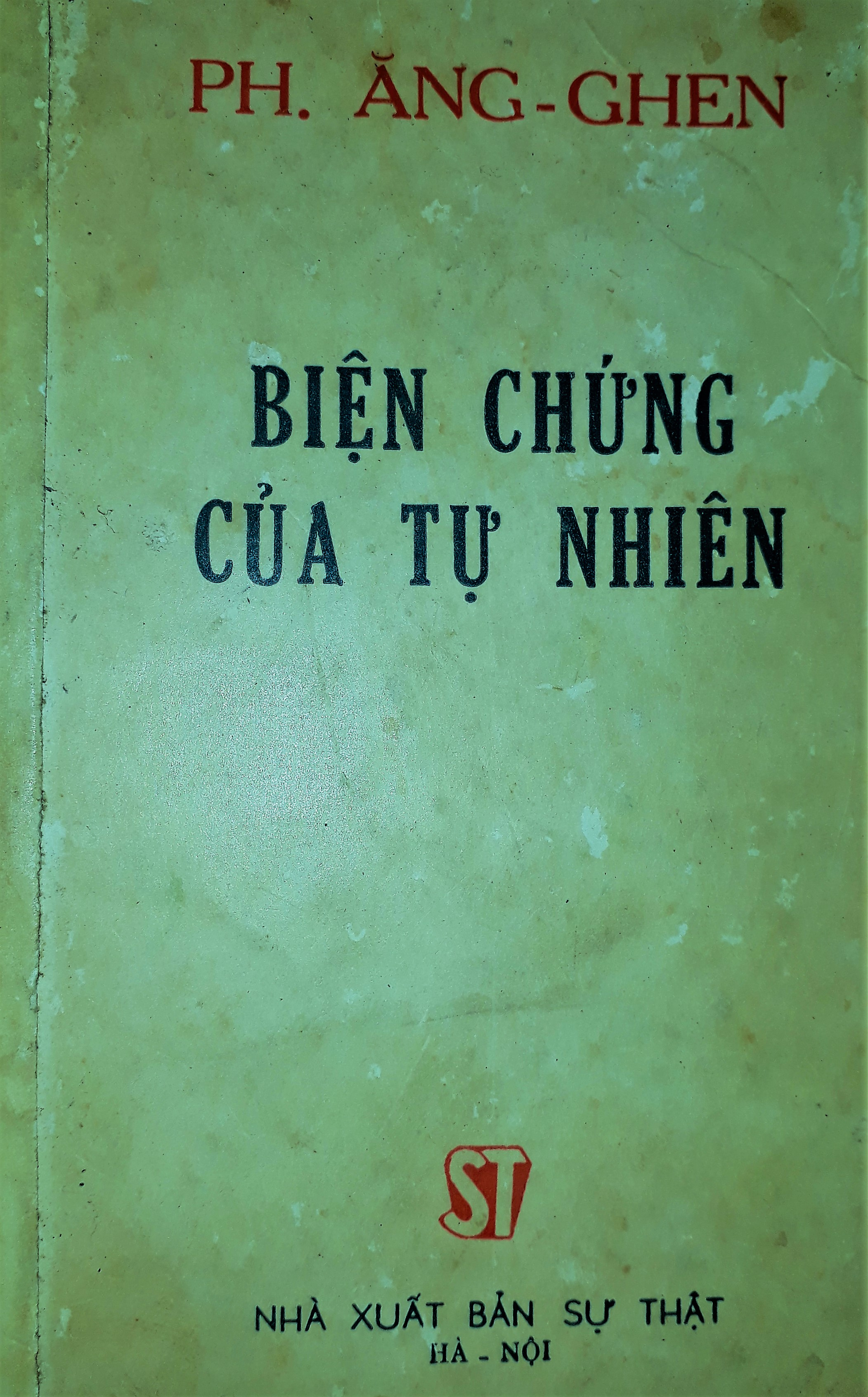
دیالکتیک طبیعت

دیالکتیک طبیعت (آلمانی: Dialektik der Natur) کتابی ناتمام از فردریش انگلس است که در سال ۱۸۸۳ میلادی نوشته شده‌ است. انگلس در این کتاب، اندیشه‌های مارکسیستی به‌ویژه ماتریالیسم دیالکتیکی را در بررسی علوم طبیعی به‌ کار می‌گیرد.

## تاریخچه
جان هالدین، زیست‌شناس مارکسیست بریتانیایی، در مقدمه‌ای که در سال ۱۹۳۹ بر این کتاب نوشته است، می‌گوید که بسیاری از دست‌نوشته‌های مربوط به این کتاب به نظر می‌رسد که بین سال‌های ۱۸۷۲ و ۱۸۸۲ نوشته‌ شده‌اند و به علم آن دوره مرتبط می‌شوند. از این رو اغلب برای کسی که تاریخ علم در آن دوران را نمی‌داند، سخت است که مباحث کتاب را دنبال‌ کند.
پژوهش‌های انگلس برای نوشتن دیالکتیک طبیعت را به دو دوره تقسیم می‌کنند: دورهٔ اوّل از مه ۱۸۷۳ تا زمان آغاز نگارش کتاب آنتی دورینگ در مه ۱۸۷۶، و دورهٔ دوم از زمان آنتی‌ دورینگ تا مرگ مارکس (از ژوئیه ۱۸۷۸ تا مارس ۱۸۸۳). در دورهٔ اوّل، انگلس به جمع‌آوری داده‌های مورد نیاز و نوشتن مقدمهٔ کتاب پرداخته و در دورهٔ دوم، طرح ویژه کتاب و بخش زیادی از یادداشت‌ها و تقریباً همهٔ فصل‌های موجود را نوشته‌ است. امّا با مرگ مارکس، انگلس درگیر انتشار کتاب سرمایه و رهبری جنبش بین‌الملل کارگری شد و به همین دلیل نتوانست کتاب را به پایان برساند.

## محتوا
دیالکتیک طبیعت از مهم‌ترین کتاب‌های انگلس است. وی در این کتاب تعمیمی دیالکتیکی- ماتریالیستی از دستاوردهای علوم طبیعی در نیمهٔ قرن نوزدهم ارائه داده، ماتریالیسم دیالکتیک را تکامل بخشیده و به نقد تصوّرات متافیزیکی و ایدئالیستی در علوم طبیعی می‌پردازد. انگلس می‌گوید که در این کتاب برای وی مسئلهٔ بنا نهادن اصول دیالکتیک در طبیعت مطرح نبوده، بلکه وی به دنبال «کشف آن اصول در طبیعت و آشکار کردن آن‌ها» است.

### بخش‌های کتاب
کتاب دارای دو بخش است. بخش اوّل به مباحث مقدماتی، دربارهٔ دیالکتیک و منطق جدلی، دانش طبیعی و مسئلهٔ روح؛ کار- اندازه- حرکت، چرخش زمین و جاذبهٔ ماه، حرارت، الکتریسیته و نقش کار در تبدیل میمون به انسان می‌پردازد. در بخش دوم به تاریخ علوم، دانش طبیعی و فلسفه، مسائل عام دیالکتیک و اصول بنیادی آن، اشکال حرکت مادّه و طبقه‌بندی علوم و کاربست نظریهٔ ماتریالیسم دیالکتیک در حوزه‌های مختلف دانش بشری پرداخته شده‌ است.

### مکانیزم تحوّل علوم طبیعی
انگلس با بهره‌گیری از شواهد و مدارک بسیاری از تاریخ علوم طبیعی، به ویژه از رنسانس تا نیمهٔ قرن نوزدهم، نشان می‌دهد که تحوّل علوم طبیعی در تحلیل نهایی توسّط نیازهای عملی، یعنی تولید، تبیین می‌شود. وی برای نخستین‌ بار در تاریخ مارکسیسم به مسئلهٔ رابطه میان فلسفه و علوم طبیعی پرداخته و وابستگی‌های متقابل آن‌ها را مشخّص کرده‌ است.